# Sistema fiduciario (carcere)
Il sistema fiduciario (Trusty System) era un sistema utilizzato dal penitenziario statale del Mississippi e da altre prigioni per controllare i prigionieri. Nel sistema fiduciario, ad alcuni prigionieri veniva dato più potere di altri. Questi fiduciari sorvegliavano gli altri prigionieri.
Il sistema fiduciario ha funzionato bene per i funzionari carcerari perché in questo modo non dovevano pagare le guardie civili (non detenute) per controllare i prigionieri. Tuttavia, i fiduciari tenevano sotto controllo gli altri prigionieri attraverso abusi fisici, torture, paura e umiliazioni. Alla fine, nel 1974, una corte federale stabilì che il sistema fiduciario, e l’intera prigione, stavano violando la Costituzione degli Stati Uniti imponendo punizioni crudeli e insolite. Questa sentenza ha ordinato la chiusura del sistema fiduciario.

## Descrizione

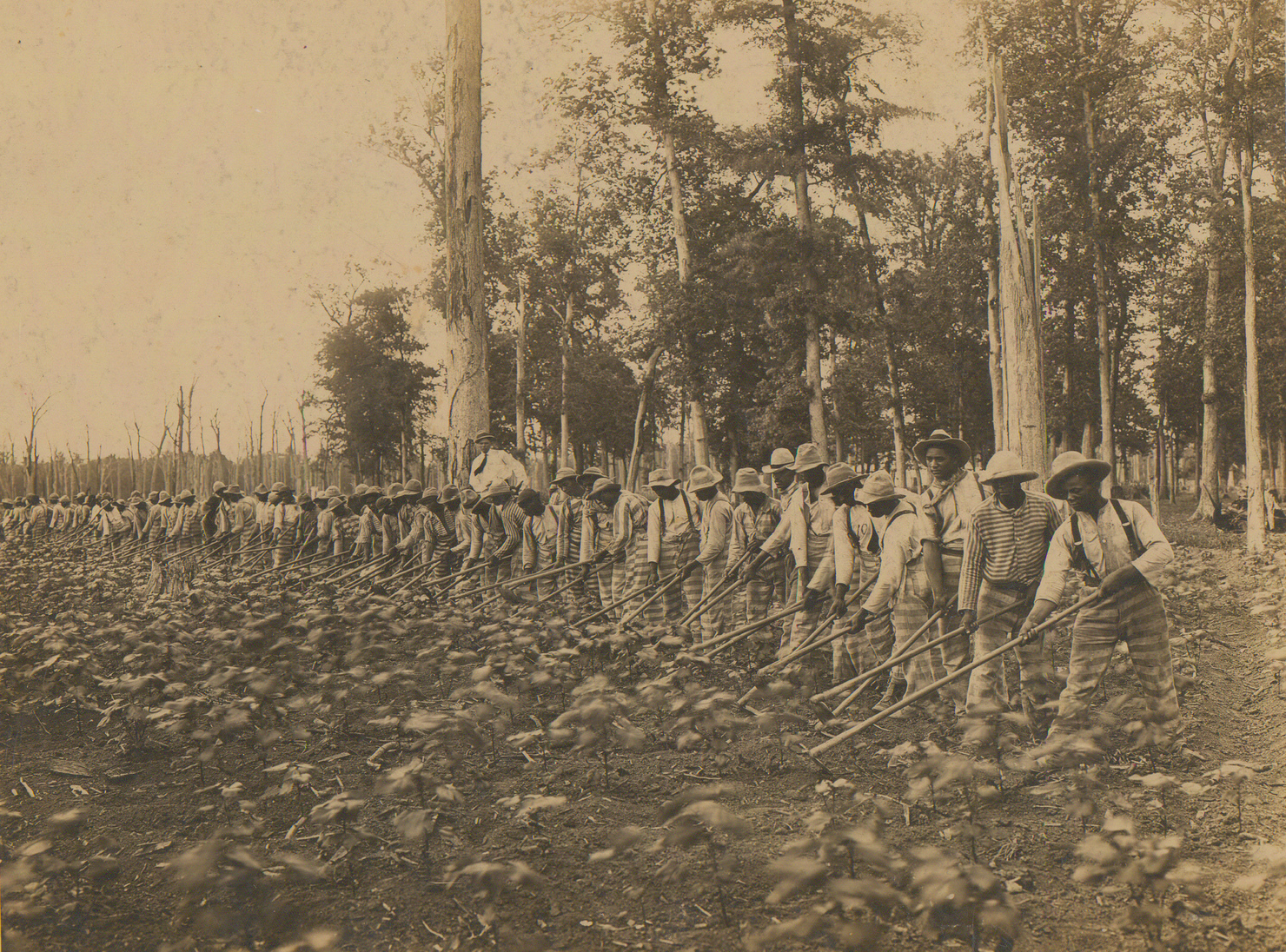
Lavoro carcerario alla Parchman Farm sotto il sistema fiduciario. Chiunque uscisse dalla linea poteva essere colpito da un "tiratore fidato" (1911).

Il penitenziario statale del Mississippi fu costruito nel 1901. Originariamente si chiamava Parchman Farm. La legge del Mississippi affermava che la prigione doveva finanziarsi da sola e realizzare un profitto per lo Stato. In altre parole, la prigione doveva pagare da sola tutto ciò di cui aveva bisogno e procurare soldi allo Stato.
Fondamentalmente, questo significava che Parchman era come un business per lo Stato del Mississippi. Era come un'impresa che utilizzava il lavoro degli schiavi: lo Stato guadagnava senza dover pagare nulla, compresi gli stipendi dei lavoratori. In effetti, in un anno, Parchman guadagnò 180.000 dollari per lo Stato del Mississippi, escluso ciò che doveva spendere per se stesso. Il governatore del Mississippi, James K. Vardaman, ha addirittura affermato che la prigione era gestita “come un’efficiente piantagione di schiavi”. Ciò ha danneggiato altre imprese locali, che hanno dovuto pagare i propri lavoratori e altri costi.
Il direttore della prigione controllava completamente la prigione. Nessuno dall'esterno della prigione è mai entrato per vedere cosa stava succedendo e quindi sapeva come fosse veramente Parchman. Ad esempio, nel 1911, The New York Times scrisse un articolo in cui si congratulava con il sistema carcerario del Mississippi per aver trovato il modo di tenere le persone in prigione e allo stesso tempo fare soldi. Inoltre, poiché nessun estraneo è mai entrato a Parchman, le condizioni e gli abusi nella prigione sono cambiati molto poco dal momento della sua apertura nel 1903 fino a quando il caso Gates v. Collier la costrinse a cambiare.
La prigione aveva circa 16.000 acri (65 km quadrati) di buon terreno agricolo. I prigionieri coltivavano colture da reddito (che i funzionari della prigione potevano vendere per fare soldi), come il cotone. Allevavano anche bestiame.

### I fiduciari controllori della prigione
Nel 1973 c'erano circa 1.900 detenuti a Parchman. Due terzi erano neri. I detenuti bianchi e neri venivano tenuti separati. Tuttavia, la legge del Mississippi affermava che la prigione poteva assumere al massimo 150 membri del personale, quindi essa non sarebbe costata troppo. Ciò significava che c'erano circa 13 detenuti per ogni membro del personale. Semplicemente non c’erano abbastanza membri del personale per sorvegliare i prigionieri, far funzionare la prigione ogni giorno, prendersi cura dei terreni e del bestiame e fare tutto il resto di cui avevano bisogno.
Con così pochi membri dello staff, i detenuti svolgevano tutto il lavoro agricolo. Inoltre, con così poche guardie, i fiduciari dei detenuti svolgevano la maggior parte del ruolo di tutore e punivano gli altri prigionieri. Gli amministratori si occupavano anche della maggior parte delle pratiche burocratiche, del lavoro d'ufficio e delle pulizie. Fondamentalmente, i fiduciari gestivano il sistema carcerario.

### Abusi sui detenuti
Nel sistema fiduciario, alcuni detenuti avevano più potere di altri. I più potenti erano i "fidati tiratori". Erano autorizzati a portare fucili e sparare contro o intorno ai prigionieri che commettevano errori. Fustigavano i prigionieri che non raccoglievano abbastanza cotone in un giorno. Erano responsabili delle baracche, dei campi e delle fattorie dei detenuti. Potevano punire e suggerire ulteriori punizioni nella "zona di punizione speciale".
Pochissime persone hanno supervisionato ciò che hanno fatto i fidati tiratori. Ad esempio, i campi di detenuti neri della fattoria erano supervisionati da un sergente bianco. Sotto di lui, tiratori neri di fiducia, che stavano scontando condanne per omicidio, portavano fucili e imponevano la disciplina.

## Fine del sistema

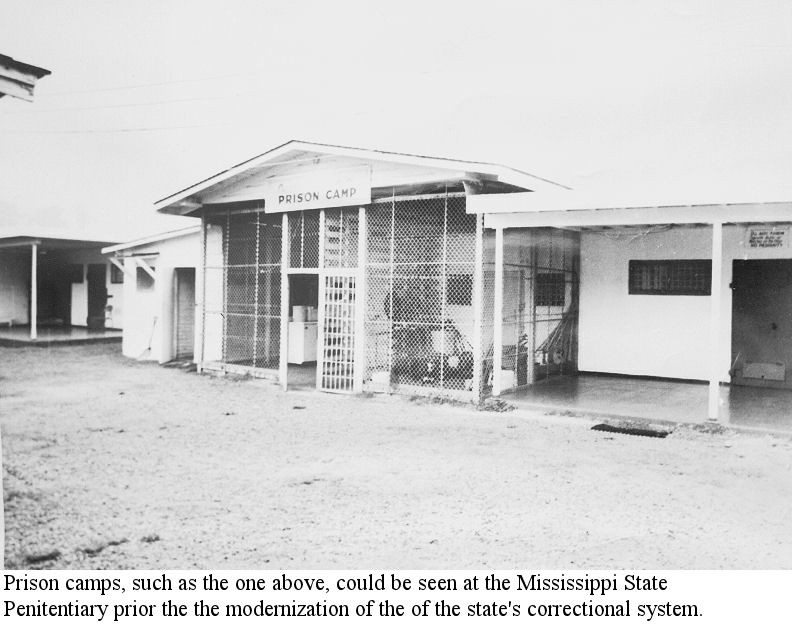
Un normale campo di prigionia, prima che i tribunali ne facessero costruire di nuovi negli anni '70.

Per anni ci sono state proteste contro l'abuso dei diritti civili dei prigionieri da parte di Parchman. Alla fine, un avvocato per i diritti civili di nome Roy Haber iniziò a raccogliere prove degli abusi. Con Haber come avvocato, quattro prigionieri hanno intentato una causa presso un tribunale federale, affermando che le condizioni nella prigione erano crudeli e insolite. Hanno detto che i fiduciari della prigione punivano e torturavano i prigionieri in modi dolorosi e umilianti di proposito.
Una Corte distrettuale degli Stati Uniti, e poi la più potente Corte d'Appello del Quinto Circuito, furono fortemente d'accordo con i prigionieri. Entrambi i tribunali hanno stabilito che Parchman stava violando i diritti costituzionali dei prigionieri. Entrambi i tribunali hanno ritenuto che i fiduciari infliggessero ai prigionieri tutti i tipi di punizioni crudeli e insolite, tra cui:
- Percosse
- Sparare ai prigionieri o attorno ad essi, a volte colpendoli
- Portare via i vestiti dei prigionieri
- Accendere ventole sui prigionieri mentre erano nudi e bagnati
- Non dare ai detenuti cibo, materassi o articoli per l'igiene
- Ammanettare i prigionieri a recinzioni o sbarre
- Usare un pungolo per il bestiame sui prigionieri
- Costringere i prigionieri a stare in piedi per lunghi periodi di tempo
- Mettere i detenuti in posizioni di stress (posizioni dolorose)

La Corte d'Appello del Quinto Circuito ha ordinato a Parchman di porre immediatamente fine al suo programma di fiduciari, alla segregazione razziale nel carcere e a tutte le altre pratiche crudeli, insolite e incostituzionali.
Dopo la decisione del tribunale, anche altri Stati che utilizzavano il sistema fiduciario hanno dovuto smettere di usarlo. Questi stati includevano Arkansas, Alabama, Louisiana e Texas. Tuttavia, alcuni Stati, come il Texas, continuarono a utilizzare sistemi fiduciari (ribattezzati "appalti edilizi" - "building tenders") fino agli anni '80, quando il giudice federale William Wayne Justice, nel caso Ruiz v. Estelle, 503 F. Supp. 1265 (SD Tex. 1980), ordinò al Texas di porre fine al sistema.